# Róka-hegyi Füstös-barlang
A Róka-hegyi Füstös-barlang a Duna–Ipoly Nemzeti Parkban lévő Budapest III. kerületében, a Budai Tájvédelmi Körzetben található egyik barlang.

## Leírás
A Róka-hegyen lévő középső, felhagyott kőfejtőben, természetvédelmi területen, a feljárati lépcsőtől jobbra, sziklafal aljában van a barlang É-ra néző, szabálytalan alakú, vízszintes tengelyirányú és viszonylag nagy méretű bejárata. A bejárat körül látható korom miatt könnyen észrevehető a barlangbejárat.
Felső triász dachsteini mészkőben létrejött kis barlang. A hévizes eredetű, inaktív barlang freatikus körülmények között alakult ki a kőbányában lévő többi barlanghoz hasonlóan. A bejárati nyíláson bebújva lehet a barlang egyetlen, kb. 1,5×4×2 m-es termébe jutni. A terem nagyon átalakult eredeti állapotához viszonyítva, mert majdnem mindenhol vastag korom fedi a falakat és a mennyezetet. A barlangban napjainkban is raknak tüzet, melyet a terem alján található friss hamurétegek jeleznek. Nagyon rongálódtak a barlangban megfigyelhető barlangi képződmények. A barlang tág bejáratának könnyű megközelítése és a barlangba történő egyszerű bejutás miatt került ilyen állapotba a barlang. Az engedély nélkül megtekinthető barlang barlangjáró alapfelszerelés nélkül járható. A bejárásához csak világítóeszköz szükséges.
A barlang kormos falai miatt kapta nevét. Előfordul a barlang az irodalmában, a Sásdi László által 1997-ben szerkesztett térképlapon Füstös-barlang néven is.

## Kutatástörténet
Kőfejtés következtében tárult fel a barlang. Az 1973-ban napvilágot látott Budapest lexikonban meg van említve, hogy a Róka-hegy tetején és oldalain működő vagy félbehagyott kőfejtők mélyedéseiből két kis (hévizes eredetű) akna, illetve néhány kis mesterséges üreg nyílik. A barlangot 1997. március 22-én Sásdi László és Babay Rita mérték fel, majd Sásdi László a felmérés alapján megszerkesztette a barlang alaprajz térképét és hosszmetszet térképét. A két térképen 1:100 méretarányban van bemutatva a barlang. Az alaprajz térképen látható a hosszmetszet elhelyezkedése a barlangban.